# Ataque a la base aérea de Machulishchy
El ataque a la base aérea de Machulishchy», según información no confirmada del 26 de febrero de 2023, se produjo en el aeródromo militar de Machulishchy, a unos 12 kilómetros de Minsk, cuando un avión militar ruso de alerta temprana Beriev A-50 resultó dañado como resultado de explosiones. BYPOL se atribuyó la responsabilidad del ataque con drones. Aleksandr Lukashenko reconoció el ataque sólo una semana después y afirmó que los daños sufridos por el avión fueron menores. Más tarde admitió que el A-50 todavía tenía que ser enviado a Rusia para su reparación.

## Beriev A-50 ruso en Bielorrusia
Alexander Lukashenko, aliado del presidente ruso Vladímir Putin, permitió a Rusia usar el territorio de Bielorrusia como plataforma de lanzamiento para la invasión de Ucrania en febrero de 2022. Tras el inicio de la invasión, los miembros de la resistencia de Bielorrusia, que se autodenominaban "partisanos", comenzaron a sabotear los ferrocarriles utilizados por las tropas rusas. En el momento del incidente en Machulishchy, los partisanos bielorrusos afirmaban haber participado en 17 importantes sabotajes ferroviarios.
Según la publicación Military Balance para 2022, la Fuerza Aérea de la Federación Rusa tenía 3 A-50 y 6 A-50U.  El coste de un avión de este tipo se estima en 330 millones de dólares. Según el grupo de seguimiento "Bielorrusia Gayan", el avión A-50U con número de matrícula RF-50608 voló a Bielorrusia el 3 de enero de 2023 y en el momento del incidente había realizado 12 vuelos. Según las autoridades bielorrusas, este avión de control y detección por radar de largo alcance fue utilizado por ellas para vigilar su frontera. Según los partisanos bielorrusos que se encontraban estacionados en su puesto. En este sentido, la edición ucraniana de Ukrainska Pravda señaló que los aviones que portaban misiles hipersónicos Kinzhal normalmente despegaban del aeródromo de Machulishchi, razón por la cual se declaró una fuerza aérea en Ucrania.

## Curso del ataque
En la mañana del 26 de febrero de 2023, se produjeron explosiones en el aeródromo militar bielorruso "Machulishchi", situado a 12 km de Minsk. Posteriormente, activistas de BYPOL informaron que como resultado de al menos dos explosiones, un avión de transporte militar ruso y una máquina quitanieves resultaron dañados. Se informó que en la zona del aeródromo los residentes locales observaron una gran cantidad de equipos militares y de la policía de tránsito, que controlaban todos los vehículos que pasaban. Más tarde, BYPOL informó que se había cometido un sabotaje en el aeródromo militar, como resultado de lo cual el avión militar ruso de detección de radar de largo alcance A-50 resultó gravemente dañado: sus partes delantera y central, así como la aviónica y el radar, resultaron dañados.
El incidente fue inicialmente negado tanto por la parte bielorrusa como por la rusa.  Sin embargo, un mes después, Aleksandr Lukashenko reconoció el ataque y dijo que los daños al avión fueron menores. Sin embargo, más tarde admitió que el A-50 tuvo que ser enviado a Rusia para su reparación.

## Organizadores
La responsabilidad del ataque con drones fue reivindicada por la Asociación de Fuerzas de Seguridad de Bielorrusia (BYPOL), cuyo núcleo está formado por exmilitares que no están de acuerdo con la política de Aleksandr Lukashenko.

## Supuestas Detenciones
El presidente de Bielorrusia, Alexandr Lukashenko, anunció que las fuerzas del orden del país habían detenido a varias personas implicadas en un sabotaje contra un avión ruso y los acusó de tener vínculos con los servicios de inteligencia ucranianos.
BYPOL y las autoridades ucranianas rechazaron las acusaciones sobre la implicación de Kiev. El líder de BYPOL, Aliaksandr Azarau, dijo que la persona nombrada por Lukashenka como ejecutor no le resulta familiar.

## Consecuencias
El líder de BYPOL, Aliaksandr Azarau, dijo que el grupo está preparando otras operaciones para liberar a Bielorrusia "de la ocupación rusa" y liberar a Bielorrusia del régimen de Lukashenka, y señaló que ahora tienen un "enemigo de dos cabezas".
Las autoridades ucranianas han rechazado las acusaciones de participación en el incidente.
El canal de televisión ONT, citando al jefe adjunto de la Dirección de Investigación de la KGB de Bielorrusia, Konstantin Bychek, informó que en el caso del incidente con el avión en el aeródromo militar de Machulishchy, unos 30 acusados podrían enfrentarse a la muerte. Se sabe sobre la detención del especialista en informática Dmitry Mostovoy. Todos los detenidos fueron acusados en virtud del artículo sobre ataque terrorista.
El Centro de Derechos Humanos "Viasna" informó que el ex viceministro de Comunicaciones de Bielorrusia y asistente del presidente de la Comisión Económica Euroasiática (CEE), Dmitry Shedko, fue detenido en Rusia, quien podría estar asociado con personas involucradas en sabotajes en Machulishchy.
Según los cálculos del experto militar Ilya Kramnik, citado por Radio Liberty, a finales de noviembre de 2022, los aviones de reconocimiento rusos A-50 pasaron unas 40 horas en el aire en la zona de guerra de Ucrania, esto significa que la mayor parte del tiempo el ejército ruso ya recibió información insuficiente de ellos, mientras que el ejército ucraniano recibió información de inteligencia de los países de la OTAN.
En noviembre de 2023, se supo que el especialista bielorruso en tecnología de la información, Dmitry Mostovoy, fue condenado a 10 años de prisión, acusado de organizar una transmisión en línea desde la base aérea de Machulishchy poco antes del ataque.
En junio de 2024, Nikolai Shvets, ciudadano ucraniano, detenido por las fuerzas de seguridad bielorrusas por el ataque en Machulishchy, fue liberado como parte de un intercambio entre Rusia y Ucrania.
El 4 de octubre de 2024, un tribunal condenó a 12 personas, siete de ellas en rebeldía (incluidos Azarau y Shvets), por su papel en el atentado y las condenó a penas de hasta 25 años de prisión. Cuatro de los acusados fueron condenados por terrorismo.